# Jethro Tull (agrónomo)
Para la banda de rock progresivo, véase Jethro Tull (banda)

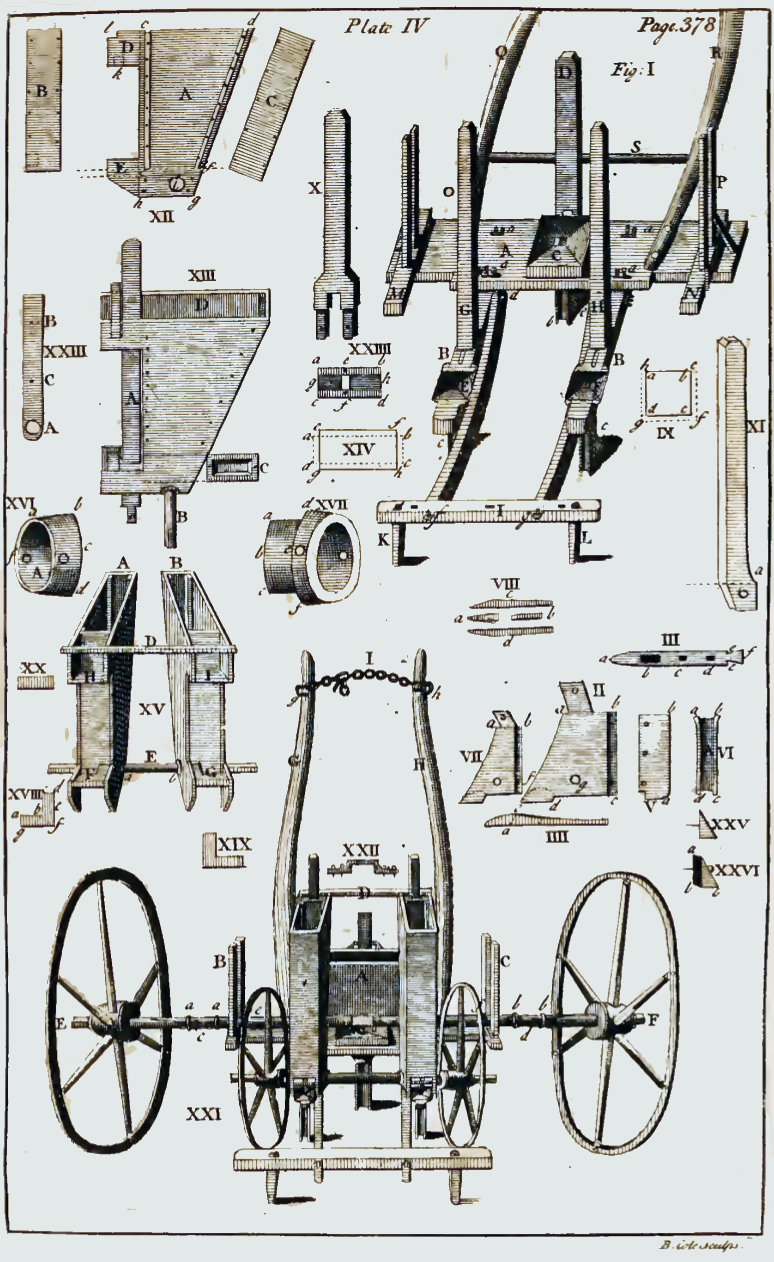
Sembradora descrita en Horse-hoeing husbandry.

Jethro Tull (Basildon, Berkshire, 30 de marzo de 1672 - Shalbourne, Berkshire, 21 de febrero de 1741) fue un agrónomo inglés, inventor de una original máquina sembradora de tracción animal. Prototipo del «gentleman farmer» inglés, es considerado uno de los pioneros de la Revolución industrial y uno de los impulsores de la revolución agraria.

## Biografía
Tras estudiar en el St. John's College de la Universidad de Oxford, estudió Derecho en Londres, pero terminó dedicándose a la agronomía. Trabajando en la granja de su padre, se preguntó de qué forma sería posible optimizar la mano de obra para sembrar grandes extensiones de terreno. En 1701, como respuesta a dicha interrogante, perfeccionó la máquina sembradora, ya en uso desde mediados del siglo XVI. Su invento, mucho más robusto y eficaz que las otras máquinas en uso, permitía, con pocos hombres, arar y sembrar extensos campos, repartiendo, además, las semillas con regularidad, lo que facilitaba un mejor aprovechamiento del suelo y un crecimiento y maduración más homogéneo de los sembradíos. En sus comienzos, el invento tuvo escaso éxito, y no sería hasta la publicación, en 1731, de su libro La nueva labranza por medio de la tracción equina (The New Horse-Hoeing Husbandry) que se dio a conocer sus investigaciones. A pesar de haber heredado los terrenos de su padre, Tull tuvo grandes dificultades económicas a lo largo de su vida y murió pobre.
Aunque su nombre está más asociado con sus inventos de maquinaria, sus investigaciones eran más amplias y, aplicando sus teorías, en parte basadas en sus observaciones de cómo los jornaleros sembraban los viñedos en Francia e Italia tras cinco años de viajes por Europa realizando el «Grand Tour», pudo cultivar trigo en un mismo trigal durante 13 años sin el uso de estiércol, la forma tradicional de abonar el campo hasta entonces.